# ئی‌ام‌دی اس‌دی۷۵آی
ئی‌ام‌دی اس‌دی۷۵آی (انگلیسی: EMD SD75I) یک لوکوموتیو دیزلی ساخت شرکت جنرال موتورز الکترو-موتیو دیویژن بوده است.
این لوکوموتیو که مابین سال‌های ۱۹۹۶ تا ۱۹۹۹ تولید می‌شده دارای ۴۳۰۰ اسب بخار قدرت بوده است.

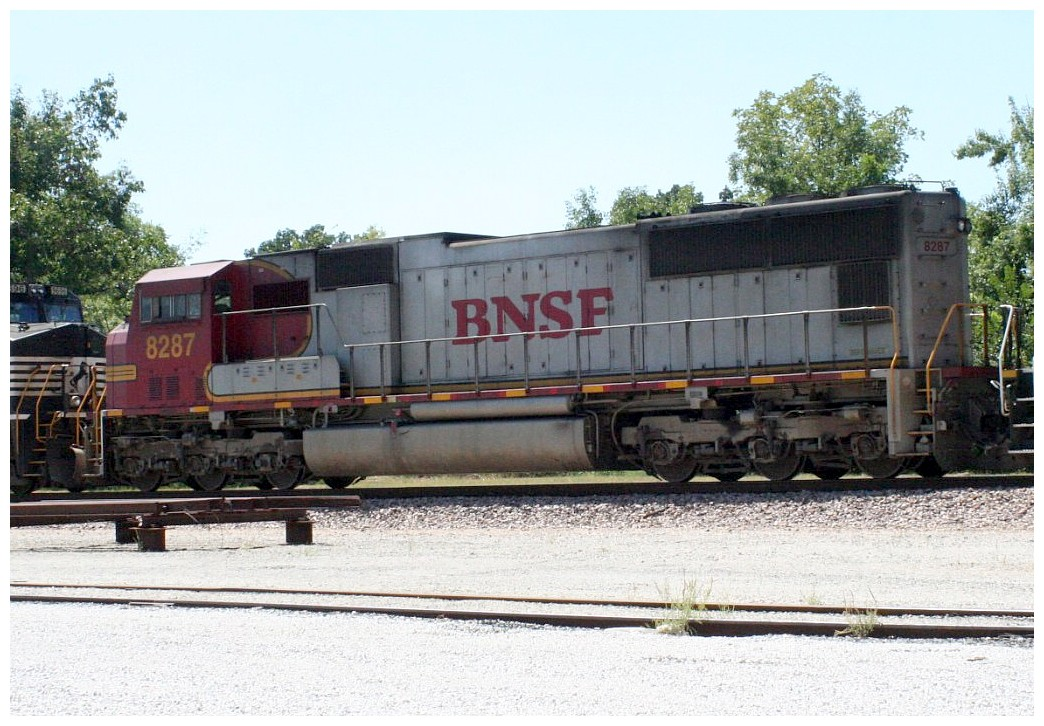